# Casterman
Casterman és una editorial de còmics franco-belga, especialitzada en còmics i literatura infantil. L'empresa té la seu a Tournai, a 90 quilòmetres al sud-oest del centre de Brussel·les, Bèlgica.

## Història
L'empresa va ser fundada l'any 1780 per Donat-Joseph Casterman, editor i llibreter originari de Tournai. Casterman va ser originàriament una impremta i una editorial. El 1934, es va fer càrrec de les edicions Le Petit Vingtième per a la publicació dels àlbums de Les aventures de Tintín, del quart àlbum de la sèrie, Els cigars del faraó. A partir de 1942, va publicar versions reelaborades i versions en color dels àlbums anteriors de Tintín.
Enfortit per l'èxit dels còmics d'Hergé, poc després, va proposar noves sèries amb nous autors com Jacques Martin, François Craenhals i C. &amp; V. Hansen. A partir de 1954, també va publicar llibres infantils, incloent els exitosos llibres Martine de Marcel Marlier i els llibres Cadet-Rama escrits per Alain Gree (Achille et Bergamote i Petit Tom).
Amb ganes d'apel·lar a un mercat més madur, Casterman va decidir el 1973 publicar els primers àlbums de Corto Maltès de l'autor italià Hugo Pratt. A més, el 1978, va editar la seva revista mensual A Suivre, que havia d'influir en el ressorgiment dels còmics dels anys vuitanta, és va deixar de publicar A Suivre el 1997.
Casterman el desembre del 2016 va passar a formar part del Groupe Flammarion.
Les sèries de manga de Casterman es publiquen sota el segell Sakka.

## Principals publicacions

### Sèrie de còmics
Aquesta és una llista seleccionada de sèries de còmics, ordenades per any de primera publicació per Casterman, amb els autors principals indicats. Algunes sèries també van ser continuades o assumides temporalment per altres artistes i escriptors.
- 1929: Les aventures de Tintín d'Hergé
- 1930: Les trapelleries d'en Quico i en Flupi d'Hergé
- 1934: Popol Out West d'Hergé
- 1949: Les aventures d'Alix de Jacques Martin
- 1952: Les aventures de Jo, Zette i Jocko d'Hergé
- 1958: Rasmus Klump de Carla i Vilhelm Hansen
- 1973: Yakari de Job i Derib, Joris Chamblain
- 1975: Corto Maltès d'Hugo Pratt
- 1976: Les extraordinàries aventures d'Adèle Blanc-Sec de Jacques Tardi
- 1978: Inspector Canardo Benoît Sokal
- 1983: Le Chat de Philippe Geluck
- 1986: Chninkel de Jean Van Hamme i Grzegorz Rosiński

### Sèrie de llibres
- 1954: Martine de Marcel Marlier i Gilbert Delahaye[4]
- 2004: CHERUB de Robert Muchamore
- 2010: Henderson's Boys de Robert Muchamore

### Revistes
- 1975: Fluide Glacial
- 1978: À Suivre
- 2003: Bang!
- 2016: Pandora